# Erigeron burejensis
Erigeron burejensis là một loài thực vật có hoa trong họ Cúc. Loài này được Barkalov mô tả khoa học đầu tiên năm 1992.